# Tetracnemus narendrani
Tetracnemus narendrani är en stekelart som beskrevs av Hayat och Kazmi 1999. Tetracnemus narendrani ingår i släktet Tetracnemus och familjen sköldlussteklar. Inga underarter finns listade i Catalogue of Life.